# Szijj Ferenc
Szijj Ferenc (Szombathely, 1958. október 18. –) József Attila-díjas magyar író, költő, műfordító, könyvtáros, szerkesztő.

## Életpályája
1977-ben érettségizett a Nagy Lajos Gimnáziumban. Egyetemi tanulmányait a József Attila Tudományegyetem Bölcsészettudományi Karának magyar-német szakán végezte el 1978–1984 között. 1984–1988 között a fővárosi Egyetemi Könyvtár könyvtárosa volt. 1989–1996 között a Nappali ház szerkesztője volt. 1989–90-ben az Eötvös József Gimnáziumban tanított. 1993–2008 között a Magyar Íróválogatott tagja volt.

## Művei
- A lassú élet titka (versek, 1990) JAK
- A futás napja (elbeszélések, 1992) JAK
- A nagy salakmező (versek, 1997) Jelenkor
- Kéregtorony (versek, 1999) Jelenkor
- Szuromberek királyfi (meseregény, 2001)
- A kulcs árnyéka (versek, a szerző kiadása, Budapest, 2004)
- A hurok belseje. Közmeghallgatás (2004)
- Kenyércédulák (versek, 2007)
- Zöldség Anna és a beszélő póniló (mesék, 2008)
- Szijj Ferenc–Peter Waterhouse: Gedichte zweisprachig – versek két nyelven; Kortina, Wien–Budapest, 2008 (Dichterpaare + CD)
- Agyag és kátrány – Fényleírás (versek, 2014) Magvető Kiadó
- Növényolimpia; Magvető, Budapest, 2017
- Igazi nevek; Magvető, Budapest, 2019
- Ritka események; Magvető, Budapest, 2022

## Műfordításai
- Michael Donhauser: Kérvény a réthez (1995)
- Heinrich von Kleist: O... márkiné (1997)
- Adalbert von Chamisso: Peter Schlemihl csodálatos élete (Babarczy Eszterrel, 1997)
- Német aforizmák (Babarczy Eszterrel, 1997)
- Franz Kafka: Elbeszélések I-II. (1997)
- Thomas Bernhard: A pince: kivonulás (2007)
- Franz Theodor Csokor: Utolsó óra (2008)
- Peter Handke: A tekebábok felborulása egy falusi tekepályán (2008)
- Marlen Haushofer: Elidegenedés (2008)
- Robert Menasse: Don Juan de la Mancha avagy A vágy iskolája (2010)
- Peter Waterhouse: Háboru és világ (Kalligram Kiadó, 2012)
- Peter Bichsel: Enyhe szellő a tenger felől: 21 novella (2013)
- Verena Rossbacher: Sóvárgás sárkányra; L'Harmattan, Budapest, 2013 (Valahol Európában)
- Sylvester Stallone: A színfalak mögött; Vintage Media, Budapest, 2015
- David Wagner–Jochen Schmidt: Odaát és odaát. Két német gyerekkor (2016)
- Bernard Schlink: Olga (2018)

## Díjai, kitüntetései
- Móricz Zsigmond-ösztöndíj (1989)
- Soros-ösztöndíj (1990, 2000)
- A Művészeti Alap Elsőkötetesek díja (1991)
- Déry Tibor-díj (2000)
- József Attila-díj (2001)
- Alföld-díj (2002)
- az Év Könyve-díj (2002)
- DAAD-ösztöndíj (2003)
- Palládium díj (2008)
- Az Év Gyermekkönyve-díj (2009)
- Az év legjobb litera netnaplója (2011)
- Artisjus Irodalmi Díj (2015)